# Puig Ventós (Vidreres)
El Puig Ventós és una muntanya de 185.9 metres que es troba al municipi de Vidreres, a la comarca de la Selva.